# Сиябусва
Сиябусва (Siyabuswa) — административный центр местного муниципалитета Доктор-Джей-Эс-Морока в районе Нкангала провинции Мпумаланга (ЮАР).

## История
С 1981 по 1986 годы город был столицей бантустана Квандебеле.